# 2014년 아시안 게임 중화 타이베이 선수단
틀:아시안 게임 정보 차이니스 타이베이
차이니스 타이베이는 2014년 9월 19일부터 10월 4일까지 대한민국 인천에서 열린 제17회 아시안 게임에 선수단을 파견했다.